# Folomana
Amadou Famanta était le 1er Maire de la commune de Folomana cercle de Macina Region de Ségou \Folomana est une commune du Mali, dans le cercle de Macina et la région de Ségou.